# NTTデータ地銀共同センター
NTTデータ地銀共同センター（エヌ・ティ・ティ・データちぎんきょうどうセンター）は、2004年よりサービス提供開始した、NTTデータが構築・運営する主に地方銀行向け勘定系システムの共同利用型センター。

## 概要
対象は主に全国地方銀行協会加盟行とし、NTTデータの勘定系ソフトウェアパッケージであるBeSTAを日立製作所のメインフレームで稼働させている。
2028年を目処に、メインフレームから、Linuxサーバによる勘定系への移行を予定している。同時にシステムのクラウド化も実施し、最終的にはNTTデータが独自に構築する「統合バンキングクラウド」に、本センターやMEJAR、STELLA CUBE、BeSTAcloud、信用金庫共同システム等のシステムを順次統合していく方針。

## 採用行
2021年1月現在 13行。
- 京都銀行（2004年1月稼働開始）
- 千葉興業銀行（2004年10月稼働開始[3]）
- 池田泉州銀行（2005年1月稼働開始[4][† 2]）
- 岩手銀行（2005年1月稼働開始[4]）
- あいち銀行（2007年1月稼働開始[5][† 3]）
- 福井銀行（2009年1月稼働開始[6]）
- 青森みちのく銀行（2009年5月6日稼働開始[7][† 4]）
- 秋田銀行（2010年5月6日稼働開始[8]）
- 四国銀行（2011年1月4日稼働開始[9]）
- 鳥取銀行（2012年5月7日稼働開始[10]）
- 西日本シティ銀行（2013年1月4日稼働開始[11][12]）
- 大分銀行（2013年5月7日稼働開始[13][14]）
- 山陰合同銀行（2020年1月5日稼働開始[15][16]）

離脱
- 荘内銀行（2006年5月6日 稼働開始。詳細は後述）
- 足利銀行（2011年7月19日 稼働開始[17]）→めぶきフィナンシャルグループとして、常陽銀行が採用済みの「Chanceプロジェクト」へ2020年1月6日に移行[18]。
- 北越銀行（現第四北越銀行）（2009年5月6日 稼働開始[19]）→第四北越フィナンシャルグループとして、第四銀行と合併時に第四銀行が採用済みのTSUBASAアライアンスによる基幹系共同システムへ2021年1月4日に移行[20]。

### 補遺
参加行のうち、当初から参加表明していた西日本シティ銀行と、2005年移行予定としていた四国銀行が、実際のリプレースが予定より長らく延期されていたが、以後に参加表明した銀行のうち移行済みの銀行は、ほぼ予定通りに稼働開始している。
なお、2006年5月6日に当時の山形しあわせ銀行との共同システムを破棄して本システムにリプレースし、後にフィデアホールディングス傘下入りした荘内銀行は、2012年3月30日付でBeSTAcloudへの移行に関する基本契約が締結されたため、2014年3月17日に離脱し、発表された2014年5月7日時点で、稼働行が1減となり14行による稼働となった。
また、北海道銀行も、当時稼働させていた富士通メインフレームの独自システムからリプレース検討を表明していたが、北陸銀行との経営統合、さらに横浜銀行とほくほくフィナンシャルグループとの勘定系システム共同化を画策したため、別途、NTTデータが、富士通メインフレームによる「3行共同利用システム（MEJAR）」を構築し、2011年5月よりそちらにリプレースしているため、道銀は基本契約には至らず、最終的に当システムで稼働することはなかった。

## 事件
2012年11月、地銀共同センターの開発に従事していたNTTデータの業務委託先企業社員が、偽造したキャッシュカードを利用してATMから現金を引き出した容疑で逮捕された。容疑者は、地銀共同センターで最大1068口座の情報を不正取得し、キャッシュカードを偽造した。